# Рибник (град)
Вижте пояснителната страница за други значения на Рибник.
Рѝбник (на полски: Rybnik; на чешки: Rybníky) е град в Южна Полша, Силезко войводство. Административен център е на Рибнишки окръг, без да е част от него. Самият град е обособен в самостоятелен градски окръг (повят) с площ от 148,36 км2.

## География
Градът се намира в историческата област Горна Силезия. Разположен е на Рибнишкото плато в югозападната част на войводството.

## Население
Според данни от полската Централна статистическа служба, към 1 януари 2014 г. населението на града възлиза на 140 173 души. Гъстотата е 945 души/км2.
Демография:
- 1939 – 30 000 души
- 1946 – 23 052 души
- 1955 – 29 923 души
- 1965 – 38 178 души
- 1975 – 102 951 души
- 1985 – 137 612 души
- 1995 – 144 578 души
- 2001 – 145 015 души
- 2009 – 141 387 души

## Побратимени градове
- Карвина (Чехия)
- Лариса (Гърция)
- Нютаунаби (Северна Ирландия)
- Солнок (Унгария)

## Фотогалерия
- Базилика „Св. Антоний“
- Районен съд
- Рибнишкият язовир